# Désarmement nucléaire en Europe
Le Désarmement nucléaire en Europe (European Nuclear Disarmament - END) était à l'origine un mouvement britannique, mené par, entre autres, Edward Palmer Thompson et Mary Kaldor, qui s'est transformé en mouvement impliquant toute l'Europe pour une « Europe sans nucléaire, de la Pologne au Portugal », organisant une convention annuelle sur le désarmement nucléaire, de 1982 à 1991.

## Origines
Le texte fondateur de END est l'Appel pour le désarmement nucléaire européen, en avril 1980, en réponse à la décision de l'OTAN, en décembre 1979 de riposter au changement par l'URSS de ses missiles moyenne portée en Europe avec son propre programme de modernisation nucléaire : missiles de croisière et Pershing, déployés en Grande-Bretagne, Allemagne, Pays-Bas, Belgique et Italie.
L'appel commençait ainsi :
« Nous entrons dans la décennie la plus dangereuse de l'histoire humaine. Une troisième guerre mondiale est non seulement possible mais de plus en plus probable.. En Europe, le principal théâtre de la confrontation Est-Ouest, de nouvelles générations encore plus redoutables d'armes nucléaires apparaissent. »
Le document était notable principalement pour deux raisons. D'abord, il refusait de prendre position dans la Guerre froide.
« Il n'est pas de notre propos de distribuer les blâmes parmi les dirigeants militaires de l'Est et de l'Ouest. Les deux côtés sont également coupables. Les deux côtés ont adopté des postures menaçantes et commis des actes d'agression dans différentes parties du globe. »
Ensuite, il militait non pas pour le simple désarmement (une Europe sans nucléaire, de la Pologne au Portugal) mais aussi pour l'abolition du système de bloc qui divisait l'Europe depuis 1945. Ce but devait être atteint par une nouvelle stratégie: la détente par le bas.
« Il faut que nous commencions à agir comme si l'Europe unifiée, neutre et pacifique existait déjà. Nous devons apprendre à orienter notre allégeance non pas vers l'Est ou vers l'Ouest, mais les uns envers les autres et nous devons négliger les interdictions et les limitations imposées par un État national quel qu'il soit. Nous devons nous opposer à toute tentative par les hommes d'État de l'Est et de l'Ouest de manipuler ce mouvement à leur propre avantage. »
Les principaux auteurs de l'appel étaient Anglais: E.P. Thompson, Mary Kaldor, Dan Smith et Ken Coates, et il a été lancé lors d'une conférence de presse à la Chambre des Communes. Mais leur intention était de mettre sur pied un mouvement à l'échelle européenne et, dès l'été 1980, il recevait un large soutien, principalement en Europe de l'Ouest mais aussi de quelques personnes du bloc soviétique, parmi lesquels l'ex-premier ministre hongrois Andras Hegedus et le dissident russe Roy Medvedev. D'autres intellectuels d'Europe de l'Est ont signé plus tard.

## Les Conventions END
Dans un contexte de mouvements pour le désarmement nucléaire émergeant un peu partout en Europe de l'Ouest et gagnant du terrain dans les partis sociaux-démocrates et eurocommunistes, un des groupes END en Grande-Bretagne, autour de Ken Coates, décidait de concentrer leurs forces autour de l'organisation d'une grande conférence visant à rassembler toutes les personnes impliquées. La première convention pour le désarmement nucléaire européen prit place à Bruxelles, en Belgique, en 1982.
La plupart des participants considérèrent que la convention avait été un succès et le comité organisateur de la conférence, rassemblé pour l'occasion par Coates, devint un comité de liaison END semi permanent, composé de membres provenant des principales organisations des mouvements pour la paix d'Europe de l'Ouest et la plupart des partis sociaux-démocrates et eurocommunistes. Ce comité organisa d'autres conventions END, à Berlin (1983), Pérouse (Italie, 1984), Amsterdam (1985), Évry (France, 1986), Coventry (Grande-Bretagne, 1987), Lund (Suède, 1988), Vitoria-Gasteiz (Espagne, 1989), Helsinki et Tallinn (Finlande et Estonie, 1990) et finalement à Moscou (1991).
Pendant ces conventions, surtout à Pérouse et Amsterdam, il y a eu une intense coopération avec le Dutch Interchurch Peace Council (IKV) et leur secrétaire-général Mient Jan Faer et Wim Bartels. Bartels était aussi le président du Centre de coordination international pour la paix (IPCC), une coopération de mouvements animés par le même esprit, qui unirent leurs efforts contre les armes nucléaires et pour le soutien des initiatives indépendantes et dissidentes pour la paix en Europe de l'Est.

## END en Grande-Bretagne
Au sein du groupe END en Grande-Bretagne, Thompson et Kaldor, entre autres, étaient en désaccord avec Coates : celui-ci voulait gagner le soutien des partis politiques et des leaders syndicaux et, en 1983, eut lieu une scission. Coates et la Fondation pour la paix Bertrand Russell, basée à Nottingham se concentraient sur le processus de convention, laissant Thompson et Kaldor prendre la tête du groupe END de Grande-Bretagne. Dès lors, le groupe END UK devint une entité distincte des conventions, tout en y prenant part et en étant représenté au comité de liaison.
END n'a jamais regroupé beaucoup de monde en Grande-Bretagne: lorsque c'est devenu une organisation à laquelle on pouvait adhérer, en 1985, elle n'a recruté que 500 membres. Mais elle a joué un rôle majeur dans le mouvement pacifiste anglais des années 1980. Les supporters de END, notamment Thompson et Kaldor, les principales têtes pensantes du mouvement, étaient toujours très demandés pour les réunions publiques et pour des articles d'opinion dans la presse (The Guardian, le New Stateman et Tribuneétaient très demandeurs). C'est également des rangs de END que proviennent de nombreux organisateurs du principal mouvement pacifiste, la Campagne pour le désarmement nucléaire [Campaign for Nuclear Disarmament, CND] (Bruce Kent, Joan Ruddock, Dan Smith et Meg Beresford étaient tous des supporters de END).
L'insistance de END à critiquer le militarisme soviétique était très controversée au sein de CND, qui comptait un groupe minoritaire mais très vocal de communistes et gauchistes prosoviétiques. Par contre, ils étaient pris beaucoup plus au sérieux par les travaillistes, qui avaient adopté une politique de défense non-nucléaire en 1980. Plus de 60 députés (MP) travaillistes ont signé l'appel END en 1980, et les supporters de END, dont Kaldor et Smith, ont fait partie de comités consultatifs sur la défense. END avait aussi un large support parmi les libéraux opposés aux armes nucléaires (mais pas parmi leurs alliés du parti social-démocrate), ainsi que parmi les membres du parti Vert tout juste émergent. Il y a même eu quelques membres dissidents des partis conservateur et communiste qui ont exprimé leur soutien.
END a publié une série de pamphlets aux éditions Merlin et un journal bimestriel END Journal, édité par Kaldor. END a aussi organisé des conférences sur différents thèmes liés au désarmement.

## END en France
En France, les thèses du mouvement END ont été soutenues par, entre autres, le CODENE (Comité pour le désarmement nucléaire en Europe). Parmi ceux qui ont défendu les thèses d'END en France, on trouve le résistant Claude Bourdet, le sinologue Jean Chesneaux, des activistes chrétiens comme Jean-Marie Muller, le général de Bollardière et le philosophe Étienne Balibar.

## La détente par le bas
END est surtout connu pour son travail avec les dissidents en Union des républiques socialistes soviétiques et dans ses satellites d'Europe centrale. L'Appel END avait gagné un certain soutien parmi les dissidents du bloc soviétique lors de son lancement, mais la plupart étaient incertains quant aux mouvements pacifistes européens, dont ils pensaient qu'ils mimaient les slogans soviétiques et n'avaient aucune réelle sympathie pour les gens qui subissaient la dictature communiste. Václav Havel a exprimé ce point de vue avec force dans son essai Anatomie d'une réticence (1985).
Toutefois, grâce à la persistance de END et d'autres activistes du même bord provenant d'autres pays, qui ont réussi à maintenir une correspondance suivie avec les dissidents du bloc soviétique et à leur rendre visite quand ils le pouvaient, au milieu des années 1980, un dialogue fructueux était établi. Le groupe tchèque avait des échanges de point de vue et rendait visite à Havel et ses collègues de la Charte 77 en Tchécoslovaquie. Le groupe hongrois a fait la même chose avec György Konrád, Miklos Haraszti et un petit groupe d'activistes pacifistes en Hongrie, le groupe polonais avec Adam Michnik, Jacek Kuron et d'autres activistes, le groupe Allemagne de l'Est avec Bärbel Bohley et d'autres qui devinrent plus tard le noyau du Nouveau Forum.

## La fin de END
Les Conventions END et le groupe britannique déclinèrent, à la fin des années 1980, à la suite du Traité sur l'élimination des forces nucléaires à portée intermédiaire de 1987, qui supprimait la raison d'être des mouvements pacifistes européens. Toutefois, les conventions ont continué jusqu'en 1991 (à Moscou) et la branche END de Grande-Bretagne s'est transformée, en 1989, en European Dialogue, groupe de pression pour encourager le développement de la démocratie et de la société civile, encore actif à l'heure actuelle.